# Bagiri
Bagiri (francès Bagiry) és un municipi occità de Comenge, a Gascunya, situat en el departament de l'Alta Garona, a la regió d'Occitània.